# 치료정원

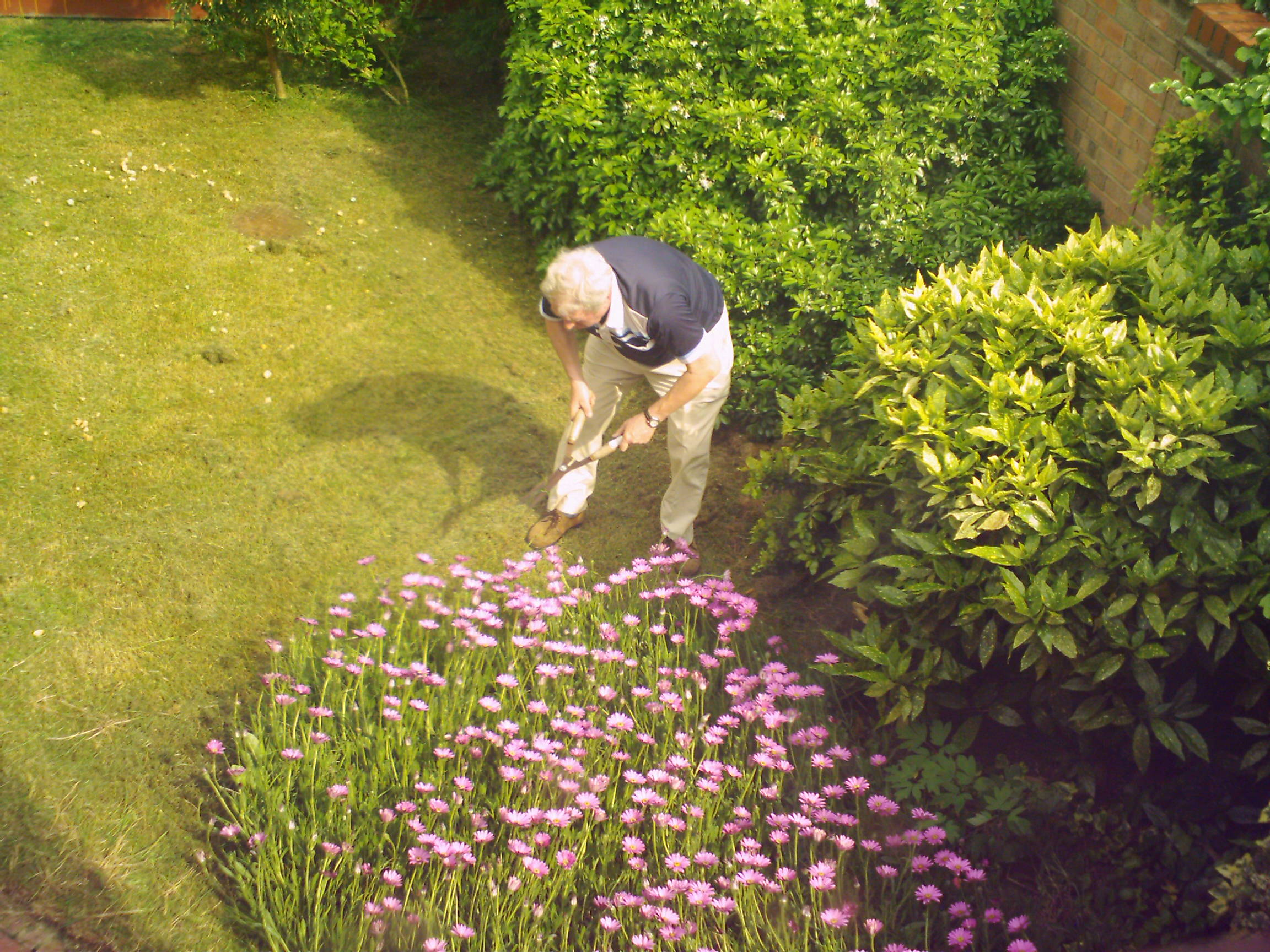

치료정원(therapeutic garden) 또는 웰니스 가든(wellness garden)은 정원을 사용하는 사람들과 간병인, 가족 및 친구의 신체적, 심리적, 사회적, 영적 필요를 충족하도록 특별히 설계된 야외 정원 공간이다.
치료 정원은 병원, 전문 요양원, 생활 보조 주거지, 지속적인 치료를 받는 은퇴자 커뮤니티, 외래 암 센터, 호스피스 주거지, 기타 관련 의료 및 주거 환경을 포함한 다양한 환경에서 찾아볼 수 있다. 정원의 초점은 주로 식물과 친근한 야생 동물을 공간에 통합하는 것이다. 원예 치료 활동을 위한 높은 화분과 같은 능동적인 용도를 포함하도록 설정을 설계하거나 떨어지는 폭포가 있는 작은 연못 옆의 조용한 개인 좌석 공간과 같은 수동적인 용도로 프로그래밍할 수 있다.

## 같이 보기
- 알츠하이머병